# Horenka, Kiev-Sveatoșîn
Horenka (în ucraineană Горенка) este localitatea de reședință a comunei Horenka din raionul Kiev-Sveatoșîn, regiunea Kiev, Ucraina.

## Demografie
Componența lingvistică a localității Horenka
     Ucraineană (89,85%)
     Rusă (9,67%)
     Alte limbi (0,28%)
Conform recensământului din 2001, majoritatea populației localității Horenka era vorbitoare de ucraineană (89,85%), existând în minoritate și vorbitori de rusă (9,67%).